# 清水玲子
清水玲子（日语：／ Shimizu Reiko，1963年3月26日—），日本漫畫家。血型B型。生於東京都，出身熊本縣熊本市。

## 生平
1983年，清水玲子在白泉社旗下的少女漫畫雜誌「LaLa」發表『三叉路物語』出道。代表作有『輝夜姬』『月光迷情』『最高機密』等等。2002年以『輝夜姫』獲得第47屆小學館漫畫賞。
她總是以Ｑ版傑克（異星奇龍主角）當作自畫像，平時甚少曝光。雖然一直都是白泉社旗下的少女漫畫雜誌「LaLa」、「Melody」的主要執筆者之一，但作品鮮少以戀愛為主題，而多半是科幻漫畫。
2005年，清水玲子生下一女。

## 漫畫作品

### 已集結成冊
| 中文名            | 日文名             | 連載                        | 單行本                                                     | 註解                   |
| ----------------- | ------------------ | --------------------------- | ---------------------------------------------------------- | ---------------------- |
| 諾亞的太空船      |                    | LaLa 1985年1月              | 全一冊，白泉社，1985年                                     | 短篇集                 |
| 再一個神話        |                    | LaLa 1985年3月              | 全一冊，白泉社，1986年                                     | 短篇集                 |
| 天女來襲          |                    | LaLa 1985年7月              | 全一冊，白泉社，1986年                                     | 短篇集                 |
| 迷情的夢          |                    | LaLa 1988年4月              | 全一冊，白泉社，1989年                                     | 短篇集                 |
| 銀河銀河          |                    | LaLa 1986年4･5月            | 全一冊，白泉社，1986年；2000年發行文庫版                   | 短篇；傑克與艾利系列   |
| 異星奇龍          |                    | LaLa 1986年9月~1988年3月    | 全五冊，白泉社，1987年～1988年；2000年發行文庫版           | 傑克與艾利系列         |
| 月光迷情          |                    | LaLa1988年10月1992年12      | 全十三冊，1989年～1993年，白泉社；1998年～1999年發行文庫版 | 長篇                   |
| 天使進化論        |                    | LaLa 1990年AUTUMN CLUB      | 全一冊，白泉社，1991年；2001年發行文庫版                   | 短篇集；傑克與艾利系列 |
| 蝴蝶              |                    | LaLa 1993年3．4月           | 全一冊，白泉社，1994年；2002年發行文庫版                   | 短篇                   |
| 22XX              | 22XX               | LaLa 1992年2．3月           | 全一冊，白泉社，1994年；2001年發行文庫版                   | 以傑克為主角的短篇     |
| 輝夜姬            |                    | LaLa 1993年3月～2005年2月   | 全廿七冊，白泉社，1994年～2005年                           | 長篇                   |
| 奇蹟 MAGIC        | MAGIC              | LaLa 1996年9･10月           | 全一冊，白泉社，1997年                                     | 短篇集                 |
| 野貓 WILD CATS    | WILD CATS          | LaLa1997年9月～2000年2月    | 完全版一冊，白泉社，2006年（2000年曾發行第一集）           | 少數的非科幻作品       |
| 最高機密          |                    | Melody 1999年3月～2012年6月 | 全十二冊，白泉社，2001年～2014年                           | 長篇                   |
| Deep Water <深淵> | Deep Water〈深淵〉 | Melody 2013年 - 2014年      | 全一冊，白泉社，2013年～2014年                             |                        |
| 最高機密 season 0 |                    |                             | 1～10冊，2015～現在，未完結                                | 接續最高機密劇情的續作 |

- 漫畫臺灣中文版均授權東立出版社發行，除描述潛水經驗的《ナマケモノのスキューバダイビング》與最新的單行本《Wild Cats完全版》之外皆已出版，但目前僅剩《最高機密》未絕版。

### 單行本未收錄
- 《最高機密 2008》（「Melody（日语：月刊メロディ）」2008年2月號起刊載）
- 《Deep Water〈深淵〉》（「Melody（日语：月刊メロディ）」2013年 - 2014年） - 全1冊

## 外部連結
- 白泉社官方介紹
- 清水玲子書目 （页面存档备份，存于）
- 清水玲子作品中文年表 （页面存档备份，存于）